# Frederick Lindsay
Frederick Robin Lindsay (11. siječnja 1914.) je bivši britanski hokejaš na travi.
Osvojio je srebrno odličje igrajući za Uj. Kraljevstvo na hokejaškom turniru na Olimpijskim igrama 1948. u Londonu. Odigrao je svih 5 susreta kao vezni igrač.

## Vanjske poveznice
- Profil na DatabaseOlympics
- Profil na Sports-Reference.com  Arhivirana inačica izvorne stranice od 30. siječnja 2012. (Wayback Machine)